# Cristian Rosso
Cristian Rosso (Mar del Plata, 29 de enero de 1984) es un abogado y remero argentino especializado en doble par perteneciente al Club Atlantis Mar del Plata. Representó a su país en los Juegos Olímpicos de Londres 2012 donde alcanzó el cuarto lugar y obtuvo diploma olímpico junto a su compañero Ariel Suárez. 

## Carrera deportiva
Rosso se desempeñó como singlista hasta que en 2010, Guillermo Pfaab, entrenador de la selección, le propuso formar dupla con Ariel Suárez para correr en doble par. Ese año, finalizaron en el 13eɽ lugar en la Copa del Mundo de Lucerna 2010 y en el 10º lugar en el Mundial de Nueva Zelanda. En 2011, obtuvieron la medalla de plata en el Mundial de Hamburgo, Alemania.
Obtuvo la medalla de plata en los Juegos Panamericanos de 2007 en la categoría cuádruple con sus compañeros Santiago Fernández, Ariel Suárez y Victor Claus.
Junto a Ariel Suárez, fue tercero en la Final B de doble par del Mundial de Bled, Eslovenia, clasificando así para los Juegos Olímpicos de Londres 2012 y obtuvieron la medalla de oro en doble par y en cuatro pares de remos cortos en los Juegos Panamericanos de 2011. 
En los Juegos Panamericanos de 2015, obtuvo la medalla de plata en la categoría doble par de remos cortos junto a su compañero Rodrigo Murillo y la medalla de bronce en cuatro pares de remos cortos con sus compañeros Brian Rosso, Osvaldo Suárez y Rodrigo Murillo.
En los Juegos Panamericanos de 2019, logró la medalla de oro en doble par de remos cortos junto a Rodrigo Murillo. Además, en cuatro pares de remos cortos, obtuvo la medalla de oro con Brian Rosso, Ariel Suárez y Rodrigo Murillo.

## Premios
- Olimpia de plata (2019)[6]
- Premio Konex - Diploma al Mérito: Canotaje y Remo conjuntamente con Ariel Suárez (2020)[7]